# Herrijzenispartij
De Herrijzenispartij (Perzisch: حزب رستاخیز ملت ایران, Ḥezb-e Rastāḵiz) was van 1975 tot 1979 de enige toegestane partij in het keizerrijk Iran.
De Herrijzenispartij ontstond na een fusie van de Iran Novim, de Melliyoun en de Mardum. Deze fusie was door de sjah, Mohammed Reza Pahlavi, opgedrongen. Tijdens de Iraanse Revolutie (1978-1979) schafte de sjah het eenpartijstelsel af in de hoop de sympathie van de liberale demonstranten te winnen, maar deze poging het staatsbestel haastig de democratiseren maakte geen indruk op de liberale demonstranten, en al helemaal niet op de aanhangers van Ayatollah Ruholla Khomeini.
Na de val van de sjah in januari 1979, werd de Herrijzenispartij afgeschaft.

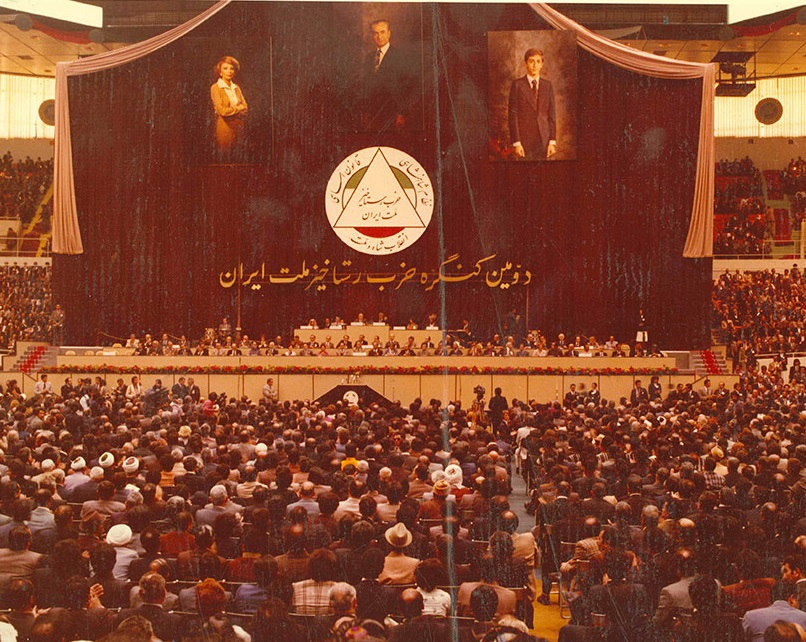
Partijcongres van de Herrijzenispartij